# Обервольфах
Обервольфах (нім. Oberwolfach) — громада в Німеччині, розташована в землі Баден-Вюртемберг. Підпорядковується адміністративному округу Фрайбург. Входить до складу району Ортенау.
Площа — 51,27 км2. Населення становить 2612 ос. (станом на 31 грудня 2020).